# Россплавная
Россплавная — река в России, протекает по Бабушкинскому и Никольскому районам Вологодской области. Устье реки находится в 80 км от устья Кемы по правому берегу. Длина реки составляет 19 км, площадь водосборного бассейна — 88,9 км². В 8 км от устья впадает левый приток Прудовка.
Исток Россплавной расположен в Бабушкинском районе к востоку от нежилой деревни Титово в 16 км к юго-востоку от села Рослятино, центра Рослятинского сельского поселения. Течёт по ненаселённому лесу на восток, крупнейший приток — Прудовка (левый). Впадает в Кему в 6 км к западу от посёлка Лантюг.

## Данные водного реестра
По данным государственного водного реестра России относится к Верхневолжскому бассейновому округу, водохозяйственный участок реки — Унжа от истока и до устья, речной подбассейн реки — Бассей притоков Волги ниже Рыбинского водохранилища до впадения Оки. Речной бассейн реки — (Верхняя) Волга до Куйбышевского водохранилища (без бассейна Оки).
Код объекта в государственном водном реестре — 08010300312110000014382.